# Stegastes nigricans
Stegastes nigricans es una especie de peces de la familia Pomacentridae en el orden de los Perciformes.

## Morfología
Los machos pueden llegar alcanzar los 14 cm de longitud total.

## Hábitat
Es un pez de mar.

## Distribución geográfica
Se encuentra desde el Mar Rojo y el África Oriental hasta las Islas de la Línea, las Islas Marquesas, las Tuamotu, las Islas Ryukyu, Nueva Caledonia. Ausente de las Hawaii.